# Decha
Decha är ett distrikt i Etiopien.   Det ligger i zonen Kaffa Zone och regionen Southern Nations, i den sydvästra delen av landet, 400 km sydväst om huvudstaden Addis Abeba.